# (9222) Chubey
(9222) Chubey est un astéroïde de la ceinture principale.

## Description
(9222) Chubey est un astéroïde de la ceinture principale. Il fut découvert le 19 décembre 1995 à Ōizumi par Takao Kobayashi. Il présente une orbite caractérisée par un demi-grand axe de 3,12 UA, une excentricité de 0,18 et une inclinaison de 17,4° par rapport à l'écliptique.

## Compléments